# Přívozská halda

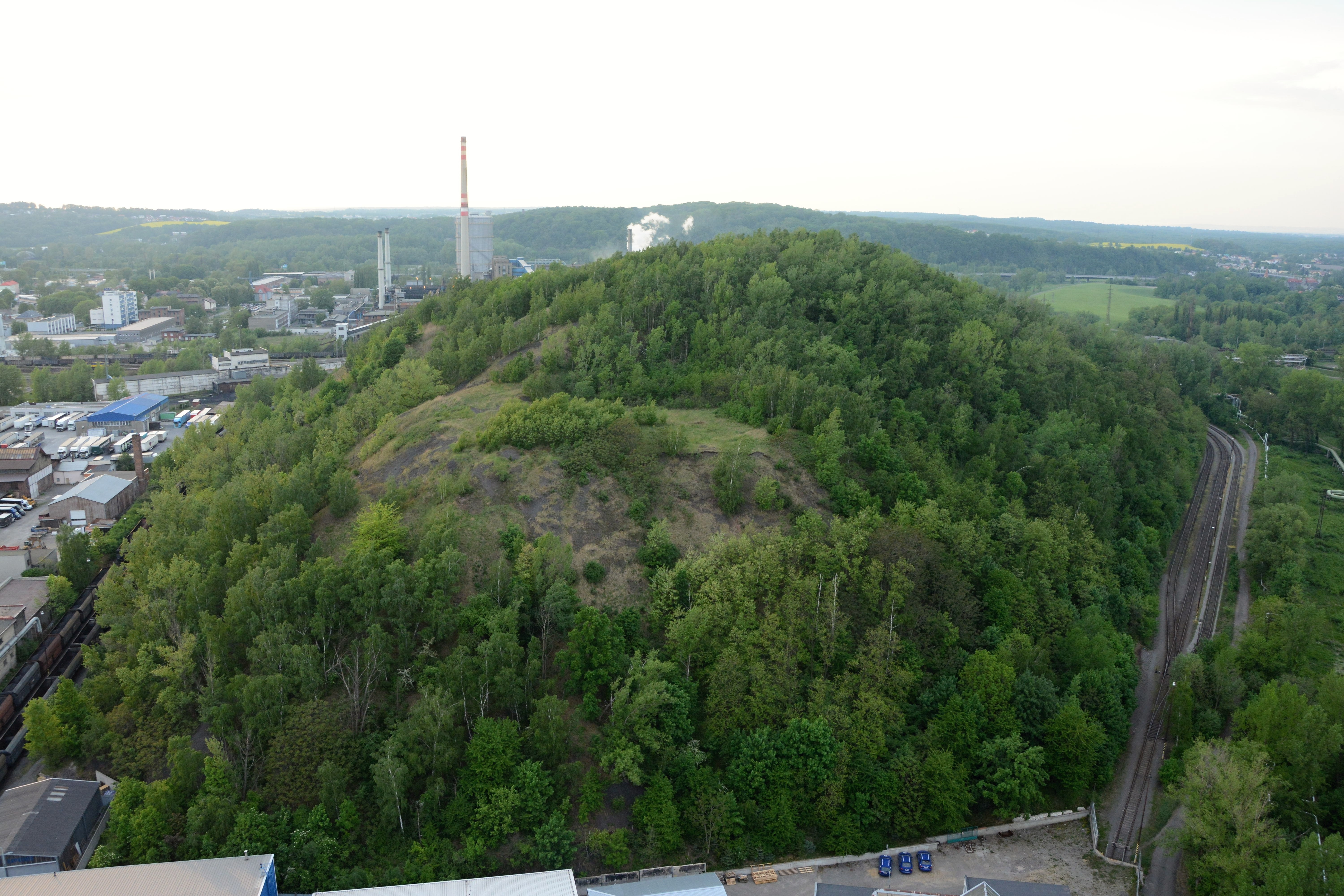
Pohled na haldu od jihovýchodu

Přívozská halda nebo také halda Dolu Odra je umělý kopec vzniklý ukládáním hlušiny z těžby uhlí nacházející se nedaleko Dolu Odra v Přívoze. Ohraničena je Ostravicí, železniční tratí do Bohumína a ulicemi Muglinovskou a Teslovou. Jedná se o třetí největší haldu v Ostravě (první je halda Ema, druhá halda dolu Heřmanice). Je vysoká téměř 100 metrů. Na rozdíl od dvou výše uvedených hald uvnitř neprohořívá. Za desítky let její existence ji pokryly náletové dřeviny, především břízy. Ačkoliv je z haldy hezká vyhlídka na Ostravu a okolí, nenachází se zde žádná turistická trasa. Výstup na haldu je tak obtížný.